# Abierto Mexicano Telcel 2022
Abierto Mexicano Telcel 2022 presentado por HSBC byl tenisový turnaj hraný jako součást mužského okruhu ATP Tour v areálu Arena GNP Seguros na dvorcích s tvrdým povrchem. Probíhal mezi 21. až 26. únorem 2022 v mexickém Acapulcu jako dvacátý devátý ročník turnaje. 
Turnaj s rozpočtem 1 832 890 dolar patřil do kategorie ATP Tour 500. Nejvýše nasazeným v singlové soutěži se stal druhý tenista světa Daniil Medveděv z Ruska, kterého v semifinále vyřadil – stejně jako na lednovém Australian Open – Nadal. Jako poslední přímý účastník měl do dvouhry nastoupit 67. hráč žebříčku, Američan Maxime Cressy, jenž se odhlásil.
Utkání úvodního kola mezi Alexandrem Zverevem a Jensonem Brooksbym skončilo ve 4:55 hodin ráno, čímž překonalo rekord nejzazšího dohraného zápasu na okruhu ATP Tour, který držel s časem 4:34 hodin duel Hewitta s Baghdatisem na Australian Open 2008. Zverev pak byl po prvním kole čtyřhry z turnaje vyloučen, když se v supertiebreaku dožadoval změny rozhodnutí po zahlášeném dobrém míči soupeřů a zaútočil na hlavního rozhodčího.
Devadesátý první singlový titul na okruhu ATP Tour vybojoval Španěl Rafael Nadal, který si z Mexican Open odvezl čtvrtou trofej. Šňůra 15zápasové neporazitelnosti od ledna 2022 znamenala nejlepší vstup do sezóny v Nadalově kariéře. Čtyřhru ovládl španělsko-řecký pár Feliciano López a Stefanos Tsitsipas, jehož členové získali premiérovou společnou trofej.

## Rozdělení bodů a finančních odměn

### Rozdělení bodů
| Soutěž       | vítězové | finalisté | semifinalisté | čtvrtfinalisté | 16 v kole | 32 v kole | Q  | Q2 | Q1 |
| ------------ | -------- | --------- | ------------- | -------------- | --------- | --------- | -- | -- | -- |
| dvouhra mužů | 500      | 300       | 180           | 90             | 45        | 20        | 10 | 4  | 0  |
| čtyřhra mužů | 500      | 300       | 180           | 90             | 0         | —         | —  | —  | —  |

### Finanční odměny
| Soutěž                              | vítězové  | finalisté | semifinalisté | čtvrtfinalisté | 16 v kole | 32 v kole | Q2      | Q1      |
| ----------------------------------- | --------- | --------- | ------------- | -------------- | --------- | --------- | ------- | ------- |
| dvouhra mužů                        | 314 455 $ | 169 500 $ | 89 985 $      | 45 975 $       | 24 540 $  | 13 090 $  | 6 705 $ | 3 765 $ |
| čtyřhra mužů                        | 103 080 $ | 54 970 $  | 27 810 $      | 13 920 $       | 7 030 $   | —         | —       | —       |
| částka ve čtyřhře je uvedena na pár |           |           |               |                |           |           |         |         |

## Dvouhra mužů

### Nasazení
| Stát                          | Hráč                | ATP | Nasazení |
| ----------------------------- | ------------------- | --- | -------- |
| Rusko                         | Daniil Medveděv     | 2.  | 1.       |
| Německo                       | Alexander Zverev    | 3.  | 2.       |
| Řecko                         | Stefanos Tsitsipas  | 4.  | 3.       |
| Španělsko                     | Rafael Nadal        | 5.  | 4.       |
| Itálie                        | Matteo Berrettini   | 6.  | 5.       |
| Spojené království            | Cameron Norrie      | 13. | 6.       |
| USA                           | Taylor Fritz        | 17. | 7.       |
| Španělsko                     | Pablo Carreño Busta | 18. | 8.       |
| Žebříček ATP k 14. únoru 2022 |                     |     |          |

### Jiné formy účasti
Následující hráčí obdrželi divokou kartu do hlavní soutěže:
- Alex Hernández
- Feliciano López
- Fernando Verdasco

Následující hráč nastoupil do hlavní soutěže pod žebříčkovou ochranou:
- Pablo Andújar

Následující hráč obdržel do hlavní soutěže zvláštní výjimku:
- John Millman

Následující hráči postoupili z kvalifikace:
- Daniel Altmaier
- Jošihito Nišioka
- Oscar Otte
- J.J. Wolf

Následující hráči postoupili z kvalifikace jako šťastní poražení:
- Peter Gojowczyk
- Stefan Kozlov
- Denis Kudla

### Odhlášení
před zahájením turnaje
- Carlos Alcaraz → nahradil jej  Peter Gojowczyk
- Maxime Cressy → nahradil jej  Stefan Kozlov
- Reilly Opelka → nahradil jej  Denis Kudla
- Frances Tiafoe → nahradil jej  Adrian Mannarino

v průběhu turnaje
- Alexander Zverev (diskvalifikace pro nesportovní chování v utkání čtyřhry)[3]

### Skrečování
- Matteo Berrettini

## Mužská čtyřhra

### Nasazení
| Stát                                                                                   | Hráč                 | Stát       | Hráč              | ATP | Nasazení |
| -------------------------------------------------------------------------------------- | -------------------- | ---------- | ----------------- | --- | -------- |
| Španělsko                                                                              | Marcel Granollers    | Argentina  | Horacio Zeballos  | 13. | 1.       |
| Kolumbie                                                                               | Juan Sebastián Cabal | Kolumbie   | Robert Farah      | 22. | 2.       |
| Spojené království                                                                     | Jamie Murray         | Brazílie   | Bruno Soares      | 38. | 3.       |
| Salvador                                                                               | Marcelo Arévalo      | Nizozemsko | Jean-Julien Rojer | 63. | 4.       |
| Žebříček ATP k 14. únoru 2022; číslo je součtem žebříčkového postavení obou členů páru |                      |            |                   |     |          |

### Jiné formy účasti
Následující páry obdržely divokou kartu do hlavní soutěže:
- Hans Hach Verdugo /  John Isner
- Feliciano López /  Stefanos Tsitsipas

Následující pár postoupil z kvalifikace:
- Luke Saville /  John-Patrick Smith

Následující páry postoupily z kvalifikace jako šťastní poražení:
- Lloyd Glasspool /  Harri Heliövaara
- David Marrero /  Fernando Verdasco
- Miguel Ángel Reyes-Varela /  Max Schnur

Následující páry nastoupily z pozice náhradníka:
- Elbert Barr /  Manuel Sánchez
- Peter Gojowczyk /  Oscar Otte

### Odhlášení
před zahájením turnaje
- Carlos Alcaraz /  Pablo Carreño Busta → nahradili je  Lloyd Glasspool /  Harri Heliövaara
- Grigor Dimitrov /  Reilly Opelka → nahradili je   Miguel Ángel Reyes-Varela /  Max Schnur
- Raven Klaasen /  Ben McLachlan → nahradili je   Peter Gojowczyk /  Oscar Otte
- Dušan Lajović /  Franko Škugor → nahradili je  Dušan Lajović /  Hugo Nys
- Cameron Norrie /   Tommy Paul → nahradili je  Elbert Barr /  Manuel Sánchez

## Přehled finále

### Mužská dvouhra
- Rafael Nadal vs.  Cameron Norrie, 6–4, 6–4

### Mužská čtyřhra
- Feliciano López /  Stefanos Tsitsipas vs.  Marcelo Arévalo /  Jean-Julien Rojer, 7–5, 6–4